# Extensieve veeteelt

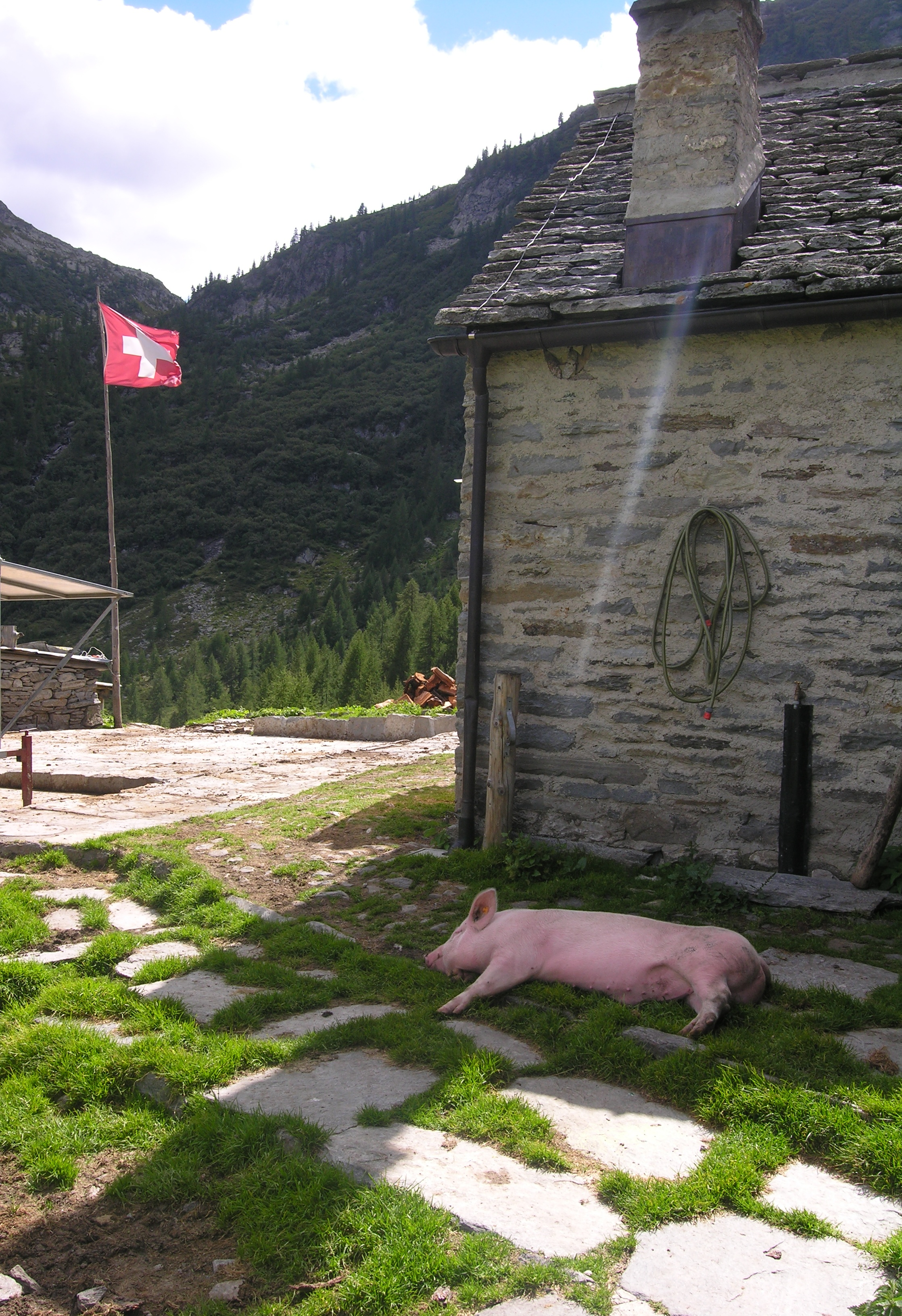
Extensieve varkenshouderij in Zwitserland

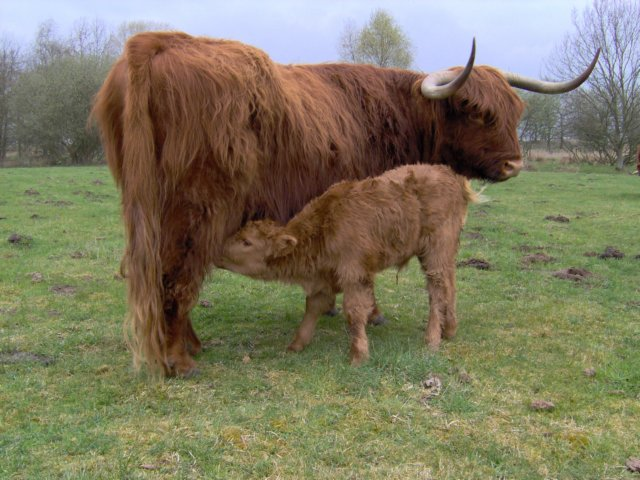
Schotse hooglander koe met kalf in natuurgebied Laurabossen in Weert

Extensieve veeteelt is een vorm van veehouderij waarbij kleine groepen dieren gevoed worden op grote oppervlaktes land. Het vindt toepassing op bijvoorbeeld heidevelden, berghellingen en steppes, maar ook op armere gronden, zoals zandgronden, grazen kuddes op grote stukken grasland. Deze traditionele vorm van dierhouderij kan worden gezien als tegenhanger van de intensieve veehouderij.
Landen waar de extensieve veeteelt op grote schaal voorkomt zijn onder andere: Argentinië, Australië, Rusland, de Verenigde Staten, Zuid-Afrika, Namibië, Ethiopië en de Sahel.
In de Lage Landen komt extensieve veelteelt nog maar weinig voor. Het bestaat echter nog wel en dan vooral voor de begrazing van natuurgebieden. Diersoorten die hiervoor worden gehouden zijn onder meer de runderrassen Schotse hooglander, de Galloway en Hereford, en paardenrassen als de konik en het przewalskipaard. Ook het houden van schaapskuddes in natuurgebieden kan worden gezien als extensieve veeteelt.